# Вежа Пястовська

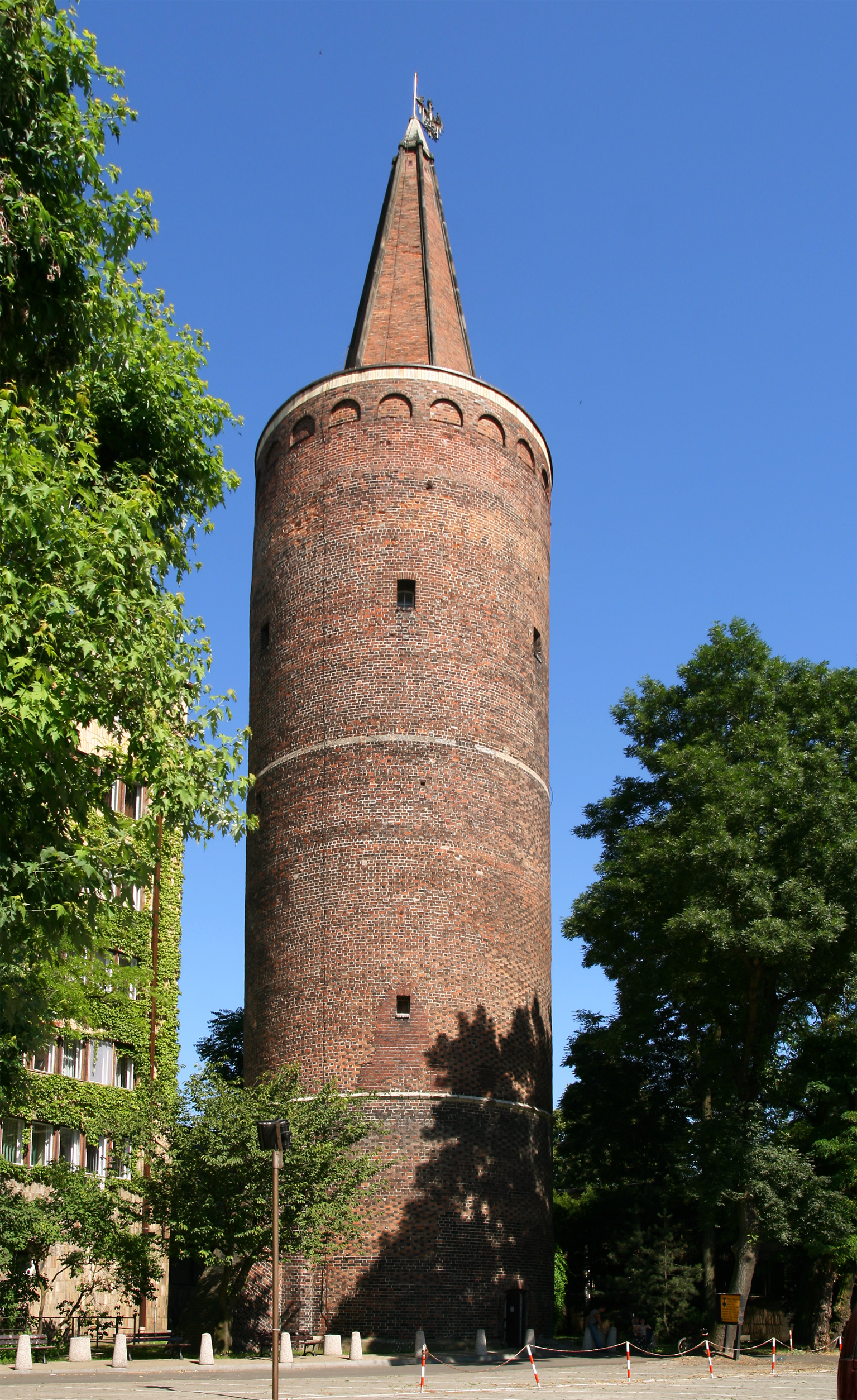
Вежа Пястовська, фото 2010 р.

Пяст́овська в́ежа (пол. Wieża Piastowska) — округла вежа, що вільно розміщена у південно-східній частині неіснуючого сьогодні Пястовського замку в Ополе. Раніше виконувала функцію вартової башти на острові Пасіка, на півночі межує з Острувком (пол. Ostrówek) — середньовічне поселення — місто-фортеця Ополян

## Історія
Вежа є однією з настарших пам'яток оборонної архітектури в Польщі — збудована приблизно в 1300 р. за правління князя Болеслава І Опольського (пол. Bolko I Opolski) як вартова башта герцогського замку опольского князя Кизимира І Опольського. Була на той час величезною і сучасною будівлею, збудованою з цегли. Будівля була зведена на фундаменті з каменю глибиною до 6 м. Ширина стін в нижній частині башти сягає 3 м. Вхід до вежі знаходився на висоті 9 м (нині замурований), поєднаний дерев'яним ґанком із стінами замку. Всередині вежі містилися підвал, кухня, кімната, вітальня, сторожова.

## В 20 ст
В ХХ ст. влада Опольського регіону визнали замок як такий, що є мало корисний та дорогий в утриманні і вирішили його знести. Завдяки рішучим протестам представників середнього класу в Ополе та діячів Зв'язку Поляків в Німеччині єдине вдалося зберегти замкову вежу. В 1928 році замок знесли, а збережену вежу внесли до плану будівлі Уряду Опольського регіону, нині Уряд Опольського воєводства.
Дах вежі неодноразово зазнавав перебудови, натомість стіни були досить витривалими. Вежа витримала велику пожежу міста Ополе в 1615 році, однак під час пожежі в 1739 році зазнав руйнуванню первинний конічний дах, котрий було замінено зубцями. Пізніше на вежі було розміщено конічний купол з гранітним шипом, а в 1906 році купол замінено на пірамідальний дах, покритий черепицею. В 1934 році дах замінено на цинковий конічний купол з орлом за проектом проф. Гєса. У 1934 році був побудований 11-метровий пірамідальний купол-дах, в результаті чого вежа має висоту 42 метри. В 1962 році на вежі було розміщено гостро-пірамідальний шпиль, оздоблений пястовським орлом, виконаний Мар'янем Новаком.
В результаті нерівномірного просідання фундаменту Пястовська вежа трохи нахилена. Нині кут нахилу від вертикалі становить приблизно 1,5 градуси.
Останніми роками планується чергова модернізація та зміна даху вежі, а також проведення системи опалення.
Вежа відкрита для відвідувачів від вівторку до неділі (також в святкові дні) з 10 до 13 та з 14 до 17 годин.

## Галерея

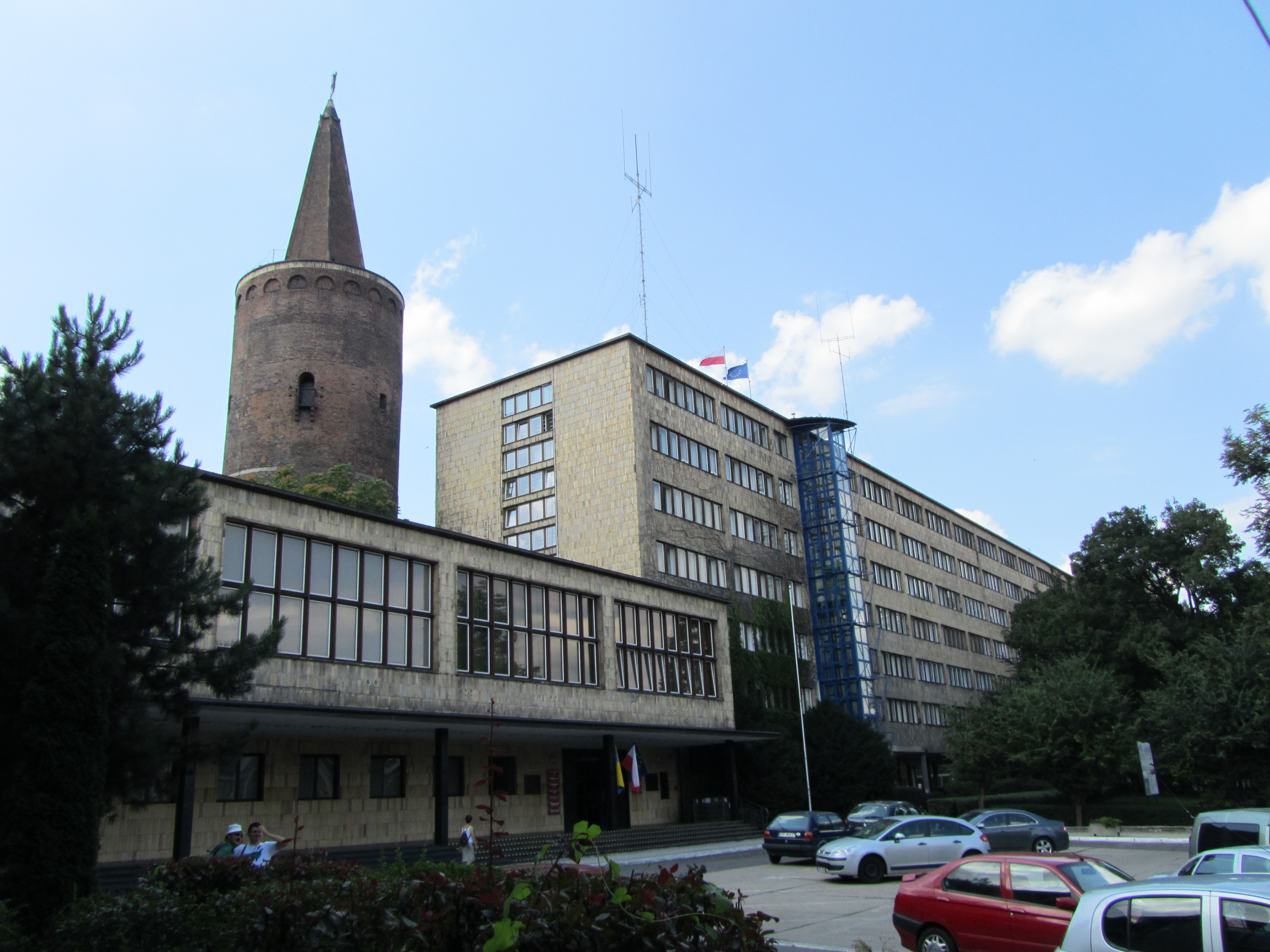
фото  2011 р.
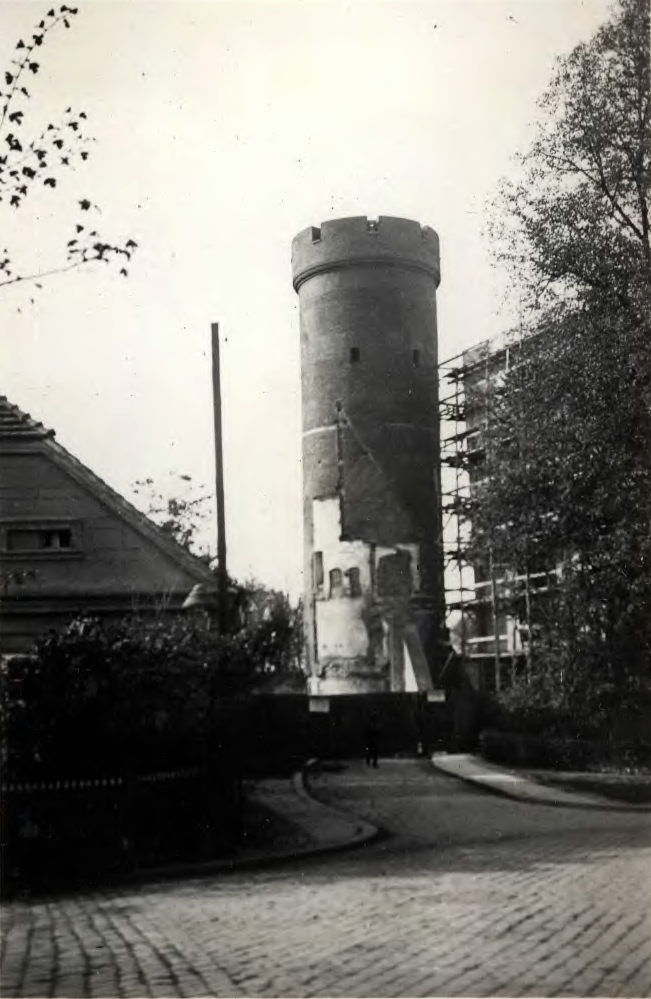
Історичне фото 1930-х років
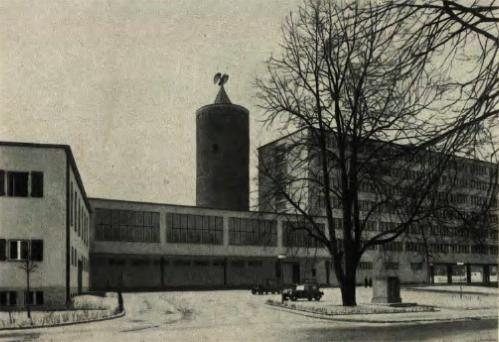
Історичне фото 1930-х років
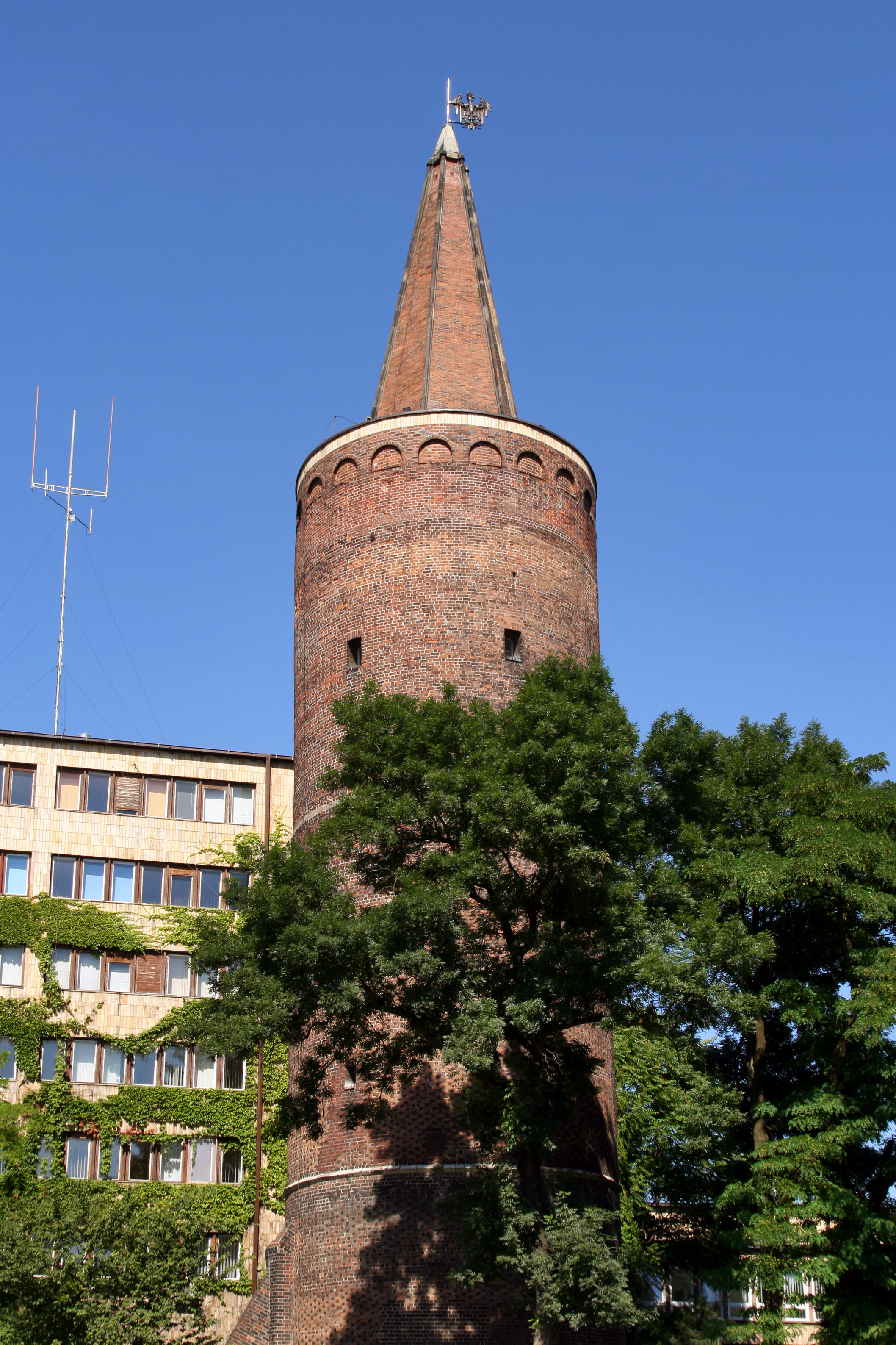
фото  2010 р.